# Ralekgetho
Ralekgetho – wieś w Botswanie w dystrykcie Southern. Według spisu ludności z 2011 roku wieś liczyła 430 mieszkańców.